# Bóng đá tại Đại hội Thể thao Đông Nam Á 2011
Môn bóng đá tại Đại hội Thể thao Đông Nam Á 2011 diễn ra từ ngày 3 tháng 11 đến ngày 21 tháng 11 năm 2011 tại Jakarta, Indonesia. Đại hội lần này chỉ có nội dung bóng đá nam, không có nội dung của nữ. Đây là lần đầu tiên cả 11 quốc gia của khu vực Đông Nam Á tham gia vào nội dung thi đấu này. Độ tuổi tham dự giải là từ 23 tuổi trở xuống, không có các cầu thủ quá tuổi.
Malaysia đã bảo vệ thành công tấm huy chương vàng sau khi đánh bại chủ nhà Indonesia trên loạt đá luân lưu với tỷ số 4–3 (hai đội hòa nhau 1–1 trong hai hiệp chính). Myanmar giành tấm huy chương đồng chung cuộc sau khi vượt qua đương kim á quân Việt Nam ở trận tranh hạng ba. Thái Lan tiếp tục gây thất vọng khi không vượt qua vòng bảng của giải đấu lần thứ hai liên tiếp. 

## Lịch thi đấu
Dưới đây là lịch thi đấu cho môn bóng đá.
| G | Vòng bảng | ½ | Bán kết | B | Play-off tranh hạng ba | F | Chung kết |

| T5 3 | T6 4 | T7 5 | CN 6 | T2 7 | T3 8 | T4 9 | T5 10 | T6 11 | T7 12 | CN 13 | T2 14 | T3 15 | T4 16 | T5 17 | T6 18 | T7 19 | CN 20 | T2 21 | T2 21 |
| ---- | ---- | ---- | ---- | ---- | ---- | ---- | ----- | ----- | ----- | ----- | ----- | ----- | ----- | ----- | ----- | ----- | ----- | ----- | ----- |
| G    |      | G    |      | G    |      | G    |       | G     | G     | G     |       | G     |       | G     |       | ½     |       | B     | F     |

## Các đội tuyển tham dự
Tất cả 11 đội tuyển đến từ các quốc gia thành viên của Đông Nam Á đã tham dự nội dung thi đấu này. 
| - Brunei (BRU) - Campuchia (CAM) - Indonesia (INA) - Lào (LAO) - Malaysia (MAS) - Myanmar (MYA) | - Philippines (MYA) - Singapore (SGP) - Thái Lan (THA) - Đông Timor (TLS) - Việt Nam (VIE) |

## Địa điểm
Hai địa điểm diễn ra các trận đấu bóng đá nam là sân vận động Gelora Bung Karno và sân vận động Lebak Bulus, đều ở thủ đô Jakarta.
| Jakarta                                                         | Jakarta                  |
| --------------------------------------------------------------- | ------------------------ |
| Sân vận động Gelora Bung Karno                                  | Sân vận động Lebak Bulus |
| Sức chứa: 88.083                                                | Sức chứa: 12.000         |
|                                                                 |                          |
| JakartaBóng đá tại Đại hội Thể thao Đông Nam Á 2011 (Indonesia) |                          |

## Đội hình
Các cầu thủ sinh từ ngày 1 tháng 1 năm 1988 trở về sau có đủ điều kiện tham dự giải đấu này. Mỗi đội tuyển được phép đăng ký tối đa 20 cầu thủ.

## Bốc thăm
Lễ bốc thăm được tổ chức vào lúc 15:30 (UTC+7) ngày 19 tháng 10 năm 2011 tại Studio 4 RCTI ở Tây Jakarta, Indonesia. Mười một đội tuyển trong giải đấu được bốc thăm chia thành hai bảng, một bảng năm đội và một bảng sáu đội. Malaysia và Việt Nam, với tư cách là đương kim vô địch và đương kim á quân của giải đấu lần trước, được chọn làm hạt giống tại hai bảng đấu; các đội còn lại được bốc thăm ngẫu nhiên. Chủ nhà Indonesia được quyền chọn bảng đấu và đã quyết định lựa chọn bảng A với 5 đội.

## Trọng tài
Các trọng tài sau đây đã được lựa chọn để điều khiển tại giải đấu:
| Trọng tài - Kao Jung-Fang - Oki Dwi Putra - Tōjō Minoru - Kim Jong-hyeok - Suhaizi bin Shukri - Win Htut - Steve Supresencia - Mongkolchai Pechsri - Fahad Al-Kassar - Phùng Đình Dũng | Trợ lý trọng tài - Hsu Min-yu - Muhammad Suaidi Yunus - Kim Sung-il - Somphavanh Louanglath - Mohamed Aneel - Mohamed Fareed - Mohammad Hanif - Mohd Yusri Muhammad - Aung Moe - Rojas Grant - Lim Kok Heng - Ahmed Al-Shamisi - Nguyễn Hoàng Minh |

## Vòng bảng
Hai đội đứng đầu mỗi bảng lọt vào vòng bán kết.
Các tiêu chí
Các đội được xếp hạng theo điểm (3 điểm cho 1 trận thắng, 1 điểm cho 1 trận hòa và 0 điểm cho 1 trận thua), và nếu bằng điểm, các tiêu chí sau đây sẽ được áp dụng theo thứ tự, để xác định thứ hạng:
1. Điểm trong các trận đối đầu trực tiếp giữa các đội bằng điểm;
2. Hiệu số bàn thắng thua trong các trận đối đầu trực tiếp giữa các đội bằng điểm;
3. Số bàn thắng ghi được trong các trận đối đầu trực tiếp giữa các đội bằng điểm;
4. Nếu có nhiều hơn hai đội bằng điểm, và sau khi áp dụng tất cả các tiêu chí đối đầu ở trên, một nhóm nhỏ các đội vẫn còn bằng điểm nhau, tất cả các tiêu chí đối đầu ở trên được áp dụng lại cho riêng nhóm này;
5. Hiệu số bàn thắng thua trong tất cả các trận đấu bảng;
6. Số bàn thắng ghi được trong tất cả các trận đấu bảng;
7. Sút luân lưu nếu chỉ có hai đội bằng điểm và gặp nhau ở lượt trận cuối cùng của bảng;
8. Bốc thăm.

### Bảng A
| VT | Đội           | ST | T | H | B | BT | BB | HS  | Đ  | Giành quyền tham dự     |
| -- | ------------- | -- | - | - | - | -- | -- | --- | -- | ----------------------- |
| 1  | Malaysia      | 4  | 3 | 1 | 0 | 7  | 2  | +5  | 10 | Vòng đấu loại trực tiếp |
| 2  | Indonesia (H) | 4  | 3 | 0 | 1 | 11 | 2  | +9  | 9  | Vòng đấu loại trực tiếp |
| 3  | Singapore     | 4  | 2 | 1 | 1 | 4  | 3  | +1  | 7  |                         |
| 4  | Thái Lan      | 4  | 1 | 0 | 3 | 6  | 7  | −1  | 3  |                         |
| 5  | Campuchia     | 4  | 0 | 0 | 4 | 2  | 16 | −14 | 0  |                         |

| Singapore | 0–0      | Malaysia |
| --------- | -------- | -------- |
|           | Chi tiết |          |

| Indonesia                                                              | 6–0      | Campuchia |
| ---------------------------------------------------------------------- | -------- | --------- |
| Bonai 28' · Wanggai 30', 41' · Gunawan 35' · Andik 82' · Lestaluhu 84' | Chi tiết |           |

| Malaysia                | 2–1      | Thái Lan           |
| ----------------------- | -------- | ------------------ |
| Baddrol 24' · Izzaq 85' | Chi tiết | Thammarossopon 78' |

| Campuchia   | 1–2      | Singapore                    |
| ----------- | -------- | ---------------------------- |
| Chhoeun 35' | Chi tiết | Khairul Nizam 55' · Vanu 75' |

| Singapore | 0–2      | Indonesia              |
| --------- | -------- | ---------------------- |
|           | Chi tiết | Wanggai 1' · Bonai 37' |

| Thái Lan                                               | 4–0      | Campuchia |
| ------------------------------------------------------ | -------- | --------- |
| Thammarossopon 18' · Nooprom 72', 82' · Thaweekarn 75' | Chi tiết |           |

| Malaysia                                          | 4–1      | Campuchia   |
| ------------------------------------------------- | -------- | ----------- |
| Izzaq 7' · Baddrol 36' (ph.đ.), 39' · Zaharul 90' | Chi tiết | Chhoeun 61' |

| Indonesia                              | 3–1      | Thái Lan             |
| -------------------------------------- | -------- | -------------------- |
| Bonai 33' · Wanggai 62' · Sinaga 90+1' | Chi tiết | Rangsiyo 51' (ph.đ.) |

| Thái Lan | 0–2      | Singapore              |
| -------- | -------- | ---------------------- |
|          | Chi tiết | Quak 45' · Safirul 87' |

| Indonesia | 0–1      | Malaysia    |
| --------- | -------- | ----------- |
|           | Chi tiết | Syahrul 17' |

### Bảng B
| VT | Đội         | ST | T | H | B | BT | BB | HS  | Đ  | Giành quyền tham dự     |
| -- | ----------- | -- | - | - | - | -- | -- | --- | -- | ----------------------- |
| 1  | Việt Nam    | 5  | 4 | 1 | 0 | 16 | 2  | +14 | 13 | Vòng đấu loại trực tiếp |
| 2  | Myanmar     | 5  | 4 | 1 | 0 | 13 | 2  | +11 | 13 | Vòng đấu loại trực tiếp |
| 3  | Đông Timor  | 5  | 2 | 0 | 3 | 4  | 8  | −4  | 6  |                         |
| 4  | Lào         | 5  | 1 | 1 | 3 | 10 | 11 | −1  | 4  |                         |
| 5  | Brunei      | 5  | 1 | 1 | 3 | 5  | 17 | −12 | 4  |                         |
| 6  | Philippines | 5  | 1 | 0 | 4 | 6  | 14 | −8  | 3  |                         |

| Việt Nam                                                          | 3–1      | Philippines |
| ----------------------------------------------------------------- | -------- | ----------- |
| Hartmann 59' (l.n.) · Lê Hoàng Thiên 73' · Nguyễn Văn Quyết 90+2' | Chi tiết | Ott 37'     |

| Lào                       | 2–3      | Myanmar                                             |
| ------------------------- | -------- | --------------------------------------------------- |
| Lamnao 64' · Sangvone 74' | Chi tiết | Kyaw Ko Ko 19' · Min Min Thu 70' · Yan Aung Win 78' |

| Brunei    | 1–2      | Đông Timor      |
| --------- | -------- | --------------- |
| Najib 25' | Chi tiết | Murilo 64', 72' |

| Myanmar | 0–0      | Việt Nam |
| ------- | -------- | -------- |
|         | Chi tiết |          |

| Đông Timor             | 2–1      | Philippines  |
| ---------------------- | -------- | ------------ |
| Murilo 18' · Diogo 48' | Chi tiết | Porteria 36' |

| Lào                      | 2–2      | Brunei       |
| ------------------------ | -------- | ------------ |
| Lamnao 18' · Manolom 80' | Chi tiết | Adi 35', 56' |

| Myanmar                                                            | 4–0      | Brunei |
| ------------------------------------------------------------------ | -------- | ------ |
| Kyaw Zeyar Win 6' · Min Min Thu 32' · Kyaw Ko Ko 63' · Kyi Lin 78' | Chi tiết |        |

| Việt Nam                                 | 2–0      | Đông Timor |
| ---------------------------------------- | -------- | ---------- |
| Nguyễn Trọng Hoàng 51' · Âu Văn Hoàn 64' | Chi tiết |            |

| Philippines                | 3–2      | Lào             |
| -------------------------- | -------- | --------------- |
| Ott 7' · Beloya 90', 90+3' | Chi tiết | Lamnao 38', 47' |

| Brunei | 0–8      | Việt Nam |
| ------ | -------- | --- |
|        | Chi tiết | Nguyễn Văn Quyết 1', 13', 14' · Phạm Thành Lương 15' · Lê Văn Thắng 18' · Hoàng Văn Bình 30' · Lê Hoàng Thiên 57' · Hoàng Đình Tùng 72' |

| Philippines | 0–5      | Myanmar                                                                     |
| ----------- | -------- | --------------------------------------------------------------------------- |
|             | Chi tiết | Aye San 11' · Kyaw Zeyar Win 41' · Kyaw Ko Ko 46', 55' · Yan Aung Win 90+2' |

| Đông Timor | 0–3      | Lào                                      |
| ---------- | -------- | ---------------------------------------- |
|            | Chi tiết | Paseutsack 21' · Lamnao 42', 89' (ph.đ.) |

| Myanmar           | 1–0      | Đông Timor |
| ----------------- | -------- | ---------- |
| Mai Aih Naing 34' | Chi tiết |            |

| Philippines | 1–2      | Brunei               |
| ----------- | -------- | -------------------- |
| Beloya 9'   | Chi tiết | Adi 17' · Reduan 42' |

| Lào            | 1–3      | Việt Nam                                                      |
| -------------- | -------- | ------------------------------------------------------------- |
| Liththideth 5' | Chi tiết | Hoàng Đình Tùng 64' · Nguyễn Văn Quyết 71' · Lê Văn Thắng 90' |

## Vòng đấu loại trực tiếp
Trong vòng đấu loại trực tiếp, nếu một trận đấu có kết quả hòa sau 90 phút:
- Tại trận tranh huy chương đồng, sẽ không thi đấu hiệp phụ, trận đấu được quyết định bằng loạt sút luân lưu.
- Tại trận bán kết và trận chung kết, sẽ tổ chức thi đấu hiệp phụ. Nếu kết quả vẫn hòa sau hiệp phụ, loạt sút luân lưu sẽ được sử dụng để xác định đội thắng.

### Sơ đồ
|  | Bán kết               | Bán kết   |                            |       | Trận tranh huy chương vàng | Trận tranh huy chương vàng |
|  |                       |           |                            |       |                            |                            |
|  | 19 tháng 11 – Jakarta |           |                            |       |                            |                            |
|  |                       |           |                            |       |                            |                            |
|  | Malaysia              | 1         |                            |       |                            |                            |
|  | Malaysia              | 1         | 21 tháng 11 – Jakarta      |       |                            |                            |
|  | Myanmar               | 0         |                            |       |                            |                            |
|  | Myanmar               | 0         | Malaysia (pen.)            | 1 (4) |                            |                            |
|  | 19 tháng 11 – Jakarta |           | Malaysia (pen.)            | 1 (4) |                            |                            |
|  |                       | Indonesia | 1 (3)                      |       |                            |                            |
|  | Việt Nam              | Indonesia | 1 (3)                      | 0     |                            |                            |
|  | Việt Nam              |           |                            | 0     |                            |                            |
|  | Indonesia             | 2         |                            |       |                            |                            |
|  | Indonesia             | 2         | Trận tranh huy chương đồng |       |                            |                            |
|  |                       |           |                            |       |                            |                            |
|  | 21 tháng 11 – Jakarta |           |                            |       |                            |                            |
|  |                       |           |                            |       |                            |                            |
|  | Myanmar               | 4         |                            |       |                            |                            |
|  | Myanmar               | 4         |                            |       |                            |                            |
|  | Việt Nam              | 1         |                            |       |                            |                            |

### Các trận đấu

#### Bán kết
| Malaysia  | 1–0      | Myanmar |
| --------- | -------- | ------- |
| Fakri 85' | Chi tiết |         |

| Việt Nam | 0–2      | Indonesia               |
| -------- | -------- | ----------------------- |
|          | Chi tiết | Wanggai 61' · Bonai 89' |

#### Tranh huy chương đồng
| Myanmar                                                                              | 4–1      | Việt Nam          |
| ------------------------------------------------------------------------------------ | -------- | ----------------- |
| Kyaw Zeyar Win 34' · Pyae Phyoe Oo 55' · Ngô Hoàng Thịnh 72' (l.n.) · Kyaw Ko Ko 84' | Chi tiết | Lâm Anh Quang 86' |

#### Tranh huy chương vàng
| Malaysia                                  | 1–1 (s.h.p.) | Indonesia                               |
| ----------------------------------------- | ------------ | --------------------------------------- |
| Asraruddin 35'                            | Chi tiết     | Gunawan 5'                              |
| Loạt sút luân lưu                         |              |                                         |
| Mahali · Fandi · Fakri · Fadhli · Baddrol | 4-3          | Bonai · Gunawan · Egi · Rahman · Sinaga |

### Huy chương vàng
| Bóng đá nam Đại hội Thể thao Đông Nam Á 2011 |
| -------------------------------------------- |
| · Malaysia · Lần thứ 6                       |

## Danh sách huy chương
| Nội dung | Vàng | Bạc | Đồng |
| -------- | --- | --- | --- |
| Nam      | Malaysia (MAS) · Khairul Fahmi · Mahali Jasuli · Zubir Azmi · Fadhli Shas · Asraruddin Putra Omar · Irfan Fazail · Shukur Jusoh · A. Thamil Arasu · Baddrol Bakhtiar (c) · K. Gurusamy · Fakri Saarani · Izzaq Faris Ramlan · Amer Saidin · Fandi Othman · Syahrul Azwari · Wan Zaharulnizam · Izham Tarmizi · Nazmi Faiz · Muslim Ahmad · Yong Kuong Yong | Indonesia (INA) · Kurnia Meiga · Seftia Hadi · Yericho Christiantoko · Mahadirga Lasut · Yongki Aribowo · Egi Melgiansyah (c) · Okto Maniani · Ramdani Lestaluhu · Andritany Ardhiyasa · Gunawan Dwi Cahyo · Lukas Mandowen · Hasyim Kipuw · Ferdinand Sinaga · Stevie Bonsapia · Andik Vermansyah · Diego Muhammad · Titus Bonai · Hendro Siswanto · Patrich Wanggai · Abdul Rahman | Myanmar (MYA) · Kyaw Zin Htet · Nyarna Lwin · Moe Win · Zaw Min Tun · Yan Aung Win · Aye San (c) · Yan Aung Kyaw · Aung Myint Aye · Min Min Thu · Kyaw Ko Ko · Pyae Phyo Oo · Kyi Lin · Kyaw Kyaw Myo · Kyaw Zayar Win · Zaw Zaw Oo · Mai Aih Naing · Min Min Tun · Thiha Sithu · Shwe Hlaing Win · Hein Kyaw Thu |

## Thống kê

### Cầu thủ ghi bàn
Đã có 94 bàn thắng ghi được trong 29 trận đấu, trung bình 3.24 bàn thắng mỗi trận đấu.
6 bàn thắng
- Lamnao Singto

5 bàn thắng
- Patrich Wanggai
- Kyaw Ko Ko
- Nguyễn Văn Quyết

4 bàn thắng
- Titus Bonai

3 bàn thắng
- Adi Said
- Baddrol Bakhtiar
- Kyaw Zeyar Win
- Joshua Beloya
- Murilo de Almeida

2 bàn thắng
- Chhin Chhoeun
- Gunawan Dwi Cahyo
- Izzaq Faris Ramlan
- Min Min Thu
- Manuel Ott
- Attapong Nooprom
- Natarid Thammarossopon
- Hoàng Đình Tùng
- Lâm Anh Quang
- Lê Hoàng Thiên
- Lê Văn Thắng

1 bàn thắng
- Mohd Najib Tarif
- Reduan Haji Petara
- Andik Vermansyah
- Ferdinand Sinaga
- Ramdani Lestaluhu
- Keoviengpheth Lithideth
- Manolom Phomsouvanh
- Paseutsack Soulivong
- Sangvone Phimmasen
- Ahmad Fakri Saarani
- Mohd Asraruddin Putra Omar
- Syahrul Azwari Ibrahim
- Wan Zaharulnizam Zakaria
- Aye San
- Kyi Lin
- Mai Aih Naing
- Pyae Phyoe Oo
- Yan Aung Win
- OJ Porteria
- Gabriel Quak
- Muhammad Khairul Nizam
- Navin Nigel Vanu
- Safirul Sulaiman
- Krirkrit Thaweekarn
- Ronnachai Rangsiyo
- Diogo Rangel
- Âu Văn Hoàn
- Hoàng Văn Bình
- Nguyễn Trọng Hoàng
- Phạm Thành Lương

1 bàn phản lưới nhà
- Matthew Hartmann (trong trận gặp Việt Nam)
- Ngô Hoàng Thịnh (trong trận gặp Myanmar)

### Bảng xếp hạng
| VT | Đội           | ST | T | H | B | BT | BB | HS  | Đ  | Kết quả chung cuộc        |
| -- | ------------- | -- | - | - | - | -- | -- | --- | -- | ------------------------- |
| 1  | Malaysia      | 6  | 4 | 2 | 0 | 9  | 3  | +6  | 14 | Vô địch - Huy chương vàng |
| 2  | Indonesia (H) | 6  | 4 | 1 | 1 | 14 | 3  | +11 | 13 | Á quân - Huy chương bạc   |
| 3  | Myanmar       | 7  | 5 | 1 | 1 | 17 | 3  | +14 | 16 | Hạng ba - Huy chương đồng |
| 4  | Việt Nam      | 7  | 4 | 1 | 2 | 17 | 8  | +9  | 13 | Hạng tư                   |
|    |               |    |   |   |   |    |    |     |    |                           |
| 5  | Singapore     | 4  | 2 | 1 | 1 | 4  | 3  | +1  | 7  | Bị loại ở vòng bảng       |
| 6  | Đông Timor    | 5  | 2 | 0 | 3 | 4  | 8  | −4  | 6  | Bị loại ở vòng bảng       |
| 7  | Lào           | 5  | 1 | 1 | 3 | 10 | 9  | +1  | 4  | Bị loại ở vòng bảng       |
| 8  | Brunei        | 5  | 1 | 1 | 3 | 5  | 17 | −12 | 4  | Bị loại ở vòng bảng       |
| 9  | Thái Lan      | 4  | 1 | 0 | 3 | 6  | 7  | −1  | 3  | Bị loại ở vòng bảng       |
| 10 | Philippines   | 5  | 1 | 0 | 4 | 6  | 14 | −8  | 3  | Bị loại ở vòng bảng       |
| 11 | Campuchia     | 4  | 0 | 0 | 4 | 2  | 16 | −14 | 0  | Bị loại ở vòng bảng       |